# Poti-Klasse
Projekt 204, nach der Kennung des Typschiffs auch als MPK-15-Klasse (russisch „МПК-15“) bezeichnet und von der NATO mit dem Codenamen Poti-Klasse versehen, war eine Klasse von U-Jagd-Korvetten, die in der Sowjetunion während des Kalten Krieges für die sowjetische Marine entwickelt wurde.

## Entwicklung
Nachdem sowjetische Geheimdienste bereits 1946 von den, im gleichen Jahr in der US Navy vorgestellten, Plänen der Amerikaner erfahren hatten, U-Boote mit nuklearem Antrieb und sehr hohen Geschwindigkeiten um die 30 Knoten in getauchtem Zustand zu entwickeln, war den sowjetischen Planern klar, dass sie U-Jagd-Schiffe bauen mussten, die ähnlich schnell waren.
Es wurden verschiedene Antriebskonzepte erprobt, bevor man schließlich das Konzept eines Turbinenkonstrukteurs der Luftwaffe aufgriff und 1956 in Selenodolsk mit einem konventionellen Antrieb zu einem neuartigen Schiffstyp zur U-Jagd in Küstennähe kombinierte.

## Technik

### Antrieb
Das Antriebssystem bestand aus einer Art CODAG-System (Combined diesel and gas), wobei jeweils ein M504A-Dieselmotor eine der beiden Wellen mit 9.500 PS antrieb, was rund 17 Knoten Fahrt ermöglichte. Für hohe Leistungen konnten zwei D2E-Gasturbinen mit 18.000 PS zugeschaltet werden, so erreichten die Schiffe bis zu 35 Knoten.
Die beiden Propeller bei Projekt 204 lagen nicht frei, sondern waren in einem mehrere Meter langen Tunnel unterhalb des Hecks montiert. Damit sollte der Wasserwiderstand der Propeller verringert werden, wenn diese nicht benutzt wurden und der Antrieb der Schiffe durch die Turbine unterstützt werden.
Die Turbinen wurden in einer unkonventionellen Art und Weise aufgestellt. Während die Dieselmotoren klassisch mittschiffs im Maschinenraum innerhalb des Rumpfes standen, mit einem nachgelagerten Getriebe, das ihre Kraft auf die Wellen übertrug, standen die Turbinen im Achterschiff unmittelbar am Heck oberhalb der Propeller. Zwei große Ansaugstutzen für Luft wurden oberhalb der Turbinen auf das Wetterdeck gestellt. Die Turbinen konnten ihre Kraft nicht auf Welle und die Propeller übertragen, sondern erzeugten einen Luftstrom, der in den nach dem Funktionsprinzip eines Strahlflugzeugs die Schiffe vorwärts bewegte. Dazu pressten die Turbinen Luft aus Öffnungen, die sich über den Propellern in dem Tunnel unterhalb des Rumpfes befanden.

### Bewaffnung
Als Hauptbewaffnung zur Bekämpfung von U-Booten wurden vier Torpedorohre im Kaliber 40 cm mittschiffs auf das Wetterdeck gesetzt. Die Rohre waren einzeln verbaut und mit dem Deck verschweißt, so dass sie nicht geschwenkt werden konnten. Sie konnten SET-40-Torpedos absetzen, es waren jedoch keine Ersatzwaffen des Typs an Bord. Nach dem Verschuss der vier Waffen in den Rohren musste so eine Versorgungseinrichtung zum Nachladen angelaufen werden.
Um U-Boote im Nahbereich bekämpfen zu können, war Projekt 204 mit zwei zwölfrohrigen RBU-6000-Werfern ausgerüstet. Einer war auf dem Dach des Aufbaus vor der Brücke verbaut, der andere war auf der Back installiert. Die Werfer standen dabei nicht auf Längsachse der Schiffe, sondern einer war um wenige Meter nach Backbord versetzt, der andere entsprechend nach Steuerbord verschoben, um die Lastigkeit auszugleichen. Die Werfer verschossen RGB-60-Sprengkörper, die aus einem unterhalb jedes Werfers installierten Magazin automatisch nachgeladen werden konnten.
Die Artilleriebewaffnung von Projekt 204 bestand aus einem einzelnen 57-mm-L/75-Geschützturm AK-725, der mittschiffs aufgestellt wurde. Die Waffe wurde als Mehrzweckgeschütz entwickelt und zur Bekämpfung von Schiffs-, Land- und Luftzielen vorgesehen. Durch die Montage des Turms zwischen dem Brückenaufbau und den Luftansaugstutzen der Turbinen am Heck war ihr Richtbereich stark eingeschränkt. Schiffsziele konnten so beispielsweise lediglich an Back- und Steuerbord bekämpft werden, während das Schussfeld am Bug und am Heck blockiert war. Luftziele konnten dagegen auch beschossen werden, wenn sie von Achtern kamen, allerdings nur, wenn sie hoch genug flogen und über die Ansaugstutzen hinweg geschossen werden konnte.
Schiffziele konnten mit dem Waffensystem bis in 8.000 Meter, Luftziele bis 7.000 Meter Entfernung bekämpft werden.
Bei den ersten vier Schiffen der Klasse war der AK-725-Geschützturm noch nicht vorhanden. An seiner Position war stattdessen ein offener ZIF-31B-Geschützstand eingebaut, in dem zwei 57-mm-L/78-Geschütze achsparallel montiert waren. Abgesehen von der Tatsache, dass die Mannschaft des Geschützes den Elementen ausgesetzt war, lag die Richtgeschwindigkeit der Waffe deutlich niedriger als beim AK-725-Turm und die Kadenz erreichte mit 50 Schuss pro Minute nur ein Viertel des Wertes des Nachfolgemodells, da nach 50 abgegebenen Schüssen in kurzer Folge zunächst der Lauf gekühlt werden musste.

## Sensoren, Feuerleit- und EloKa-Systeme

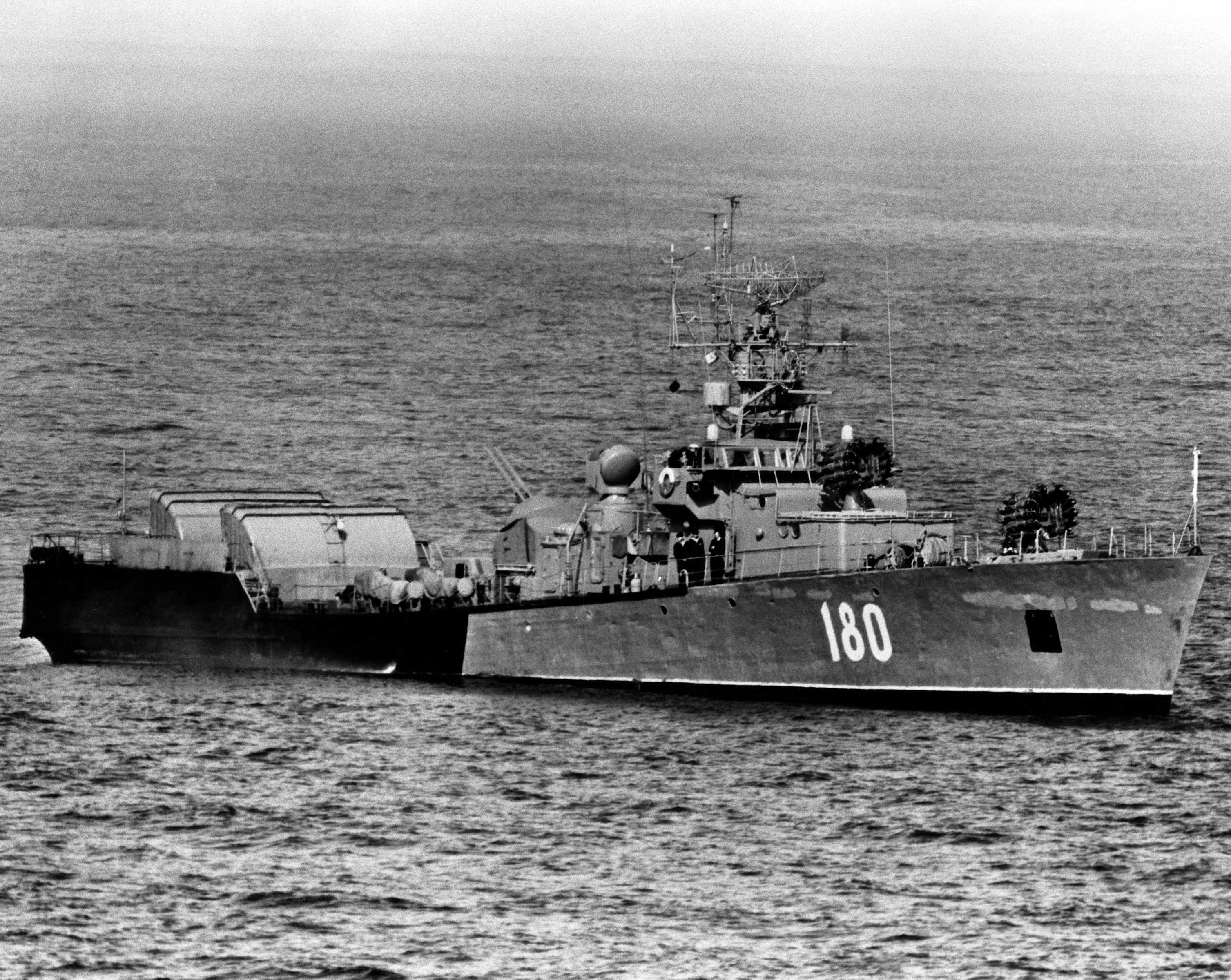
Sowjetische Projekt-204-Korvette 1983. Dieses Schiff ist bereits mit einer zusätzlichen Kombination zweier Störsender in Form von halbierten zylindrischen Strukturen auf beiden Seiten des Mastes ausgerüstet.

Zur Suche nach Luft- und Oberflächenkontakten wurde auf dem Hauptmast von Projekt 204 ein MR-302-„Rubka“-Radar (russisch МР-302 Рубка) montiert. Das von der NATO als „Strut Curve“ bezeichnete System arbeitet im oberen S-Band. Zur Navigation wurde ein schwächeres „Donez“-Radar benutzt, das unterhalb des MR-302 verbaut war.
Das Feuer des AK-725-Turms konnte entweder durch die Optik des Schützen oder durch das MR-103-„Bars“-Feuerleitradar (russisch МР-103 Барс) (NATO: „Muff Cop“) gelenkt werden. Der Radarsensor war hinter der Brücke auf einem Aufbau unmittelbar hinter dem Geschützturm verbaut.
Zur Suche nach U-Booten war ein Tauchsonar montiert. Der Sensorkopf des Sonars wurde an einem Kabel durch eine Öffnung im Schiffsboden, unterhalb des Brückenaufbaus, abgesenkt. Dieser Sensor des Typs MG-312 „Titan 2“ (russisch МГ-312 „Титан-2“) (NATO: „Bull Nose“) oder, in einigen Schiffen, GS-572 „Gerkules 2M“ (russisch ГС-572 „Геркулес-2М“) (NATO:„Wolf Paw“), konnte nur bei Stillstand oder langsamer Fahrt der Boote eingesetzt werden.
Um die Besatzung vor der Erfassung durch gegnerisches Radar zu warnen, war ein Bisan-4B-Sensor (russisch „Бизань-4Б“) am Hauptmast installiert. Dieses von der NATO als „Watchdog-B“ bezeichnete EloKa-System empfing Radarsignale, zeigte sie auf einen Bildschirm an und erzeugte ein akustisches Warnsignal.
Zur Freund-Feind-Erkennung war ein „Nichrom-M“-System (russisch „Нихром-М“) installiert, mit dem sich Projekt 204 über Funk gegenüber befreundeten Kräften identifizieren konnte.

## Versionen

### Projekt 204 E
Projekt 204 E (russisch „проекта 204-Э“) war die Exportversion von Projekt 204. Drei für die rumänische Marine gebaute Boote gehörten zu dieser Klasse. Anstelle der beiden zwölfrohrigen RBU-6000 auf den sowjetischen Schiffen waren hier zwei fünfrohrige RBU-1200-Werfer verbaut. Die vier 400-mm-Torpedorohre wurden durch zwei 533-mm-Rohre ersetzt. Die Wasserverdrängung unterschied sich mit 436 t Standard- und 546 t Maximalverdrängung leicht von der Grundversion.

## Schiffe des Projekts 204
Zwischen 1958 und 1967 wurden auf drei sowjetischen Werften 63 Schiffe des Projekts 204 und drei weitere des Projekts 204-E gebaut. Die Schiffe, die in der sowjetischen Marine Dienst taten, trugen allesamt keine Namen, sondern eine taktische Nummerierung, die sich aus dem Kürzel „MPK“ (russisch „МПК“) für „Kleines U-Jagd-Schiff“ (russisch „Малые противолодочные корабли“) und einer Ziffer zusammensetzte. Die drei Projekt-204-E-Schiffe der rumänischen und die sechs Projekt-204-Schiffe der bulgarischen Marine trugen dagegen Namen.
Alle Schiffe des Projekts wurden in den 1980er- und 1990er-Jahren ausgemustert. Schwachstellen wie das Fehlen einer wirkungsvollen Luftabwehrbewaffnung und die enorme Lärmentwicklung des Antriebssystems wurden bei nachfolgenden Schiffstypen wie Projekt 1124 weitgehend abgestellt.

## Belege und Verweise